# Skaftö socken
Skaftö socken i Bohuslän ingick i Orusts västra härad, ingår sedan 1971 i Lysekils kommun och motsvarar från 2016 Skaftö distrikt.
Socknens areal är 24,80 kvadratkilometer land. År 2000 fanns här 2 529 invånare. Tätorterna Fiskebäckskil och Grundsund, orten Rågårdsvik samt sockenkyrkorna Fiskebäckskils kyrka och Grundsunds kyrka ligger i socknen.

## Administrativ historik
Skaftö församling bildades 1 maj 1888 genom en utbrytning ur Morlanda församling däri samtidigt Fiskebäckskils församling och Grundsunds församling uppgick. 1892 bildades Skaftö landskommun och jordebokssocken genom utbrytning ur Morlanda landskommun och jordebokssocken. År 1952 inkorporerades i landskommunen Fiskebäckskils landskommun, Grundsunds landskommun, Bokenäs landskommun och Dragsmarks landskommun. Landskommunen upplöstes 1971 då denna del med Fiskebäckskil och Grundsund uppgick i Lysekils kommun. 1 januari 2023 uppgick församlingen i Lysekils södra församling.
1 januari 2016 inrättades distriktet Skaftö, med samma omfattning som församlingen hade 1999/2000.
Socknen har tillhört län, fögderier, tingslag och domsagor enligt vad som beskrivs i artikeln Orusts västra härad.

## Geografi och natur
Skaftö socken ligger nordväst om Orust, huvudsakligen på ön Skaftölandet, dessutom Gåsö, Källsö, Jonsborg och ett antal andra obebyggda öar, holmar och skär. Den omges av Gullmarn i norr, Skagerrak i väster, Ellösefjorden i söder, samt Tjuvsund, Getevikssund, Vägeröd ränna och Snäckedjupet i öster. Socknens fastlandsdel består av ett kalt kustlandskap.
I socknen finns två naturreservat: Vägeröd ingår i EU-nätverket Natura 2000 medan Gåsevik är ett kommunalt naturreservat.
Här finns även två naturvårdsområden som ingår i Natura 2000: Gröderhamnsängen samt Gullmarn som delas med Brastads, Bro, Lysekils och Lyse socknar i Lysekils kommun, Morlanda socken i Orusts kommun, Dragsmarks, Bokenäs och Skredsviks socknar i Uddevalla kommun samt Foss socken i Munkedals kommun. Ytterligare ett naturvårdsområde är Gåsöskärgården.

### Kommunikationer
Broförbindelse med fastlandet finns sedan 28 maj 1974, då Skaftöbron till Dragsmarks socken i Uddevalla kommun stod klar, och ersatte en tidigare färja. Fram till 1998 fanns bilfärjeförbindelse mellan Rågårdsvik och Ellös på Orust. Även bilfärjetrafik fanns mellan Fiskebäckskil/Östersidan och Lysekil. Dessa är numera indragna, men på den sistnämnda sträckan finns ännu personfärjetrafik.

## Befolkningsutveckling
Befolkningen ökade från 1134 år 1810 till 3072 1920 varefter den minskade till 1507 1970 då den var som lägst under 1900-talet.
Som i så många andra bygder i Bohusläns kustband vände befolkningsutvecklingen neråt under det tidiga 1900-talet, som en följd av minskad lönsamhet inom fiske och sjöfart och den totala strukturomvandlingen i samhället.
Vid 1960-talets slut hade invånarantalet halverats och låg runt 1 500, men då vände utvecklingen. Den därefter uppåtgående trenden vände åter neråt under mitten 1990-talet, och invånarantalet är återigen på samma nivå som vid förra bottennoteringen.[källa behövs]

## Fornlämningar
Flera boplatser från stenåldern har påträffats. Från bronsåldern finns gravrösen.

## Namnet
Namnet skrevs 1388 Skaftöy och kommer från önamnet. Namnet innehåller skaft som kan syfta på Skaftö udd i norr som har en form som ett skaft.